# Officie van de Heilige Geest

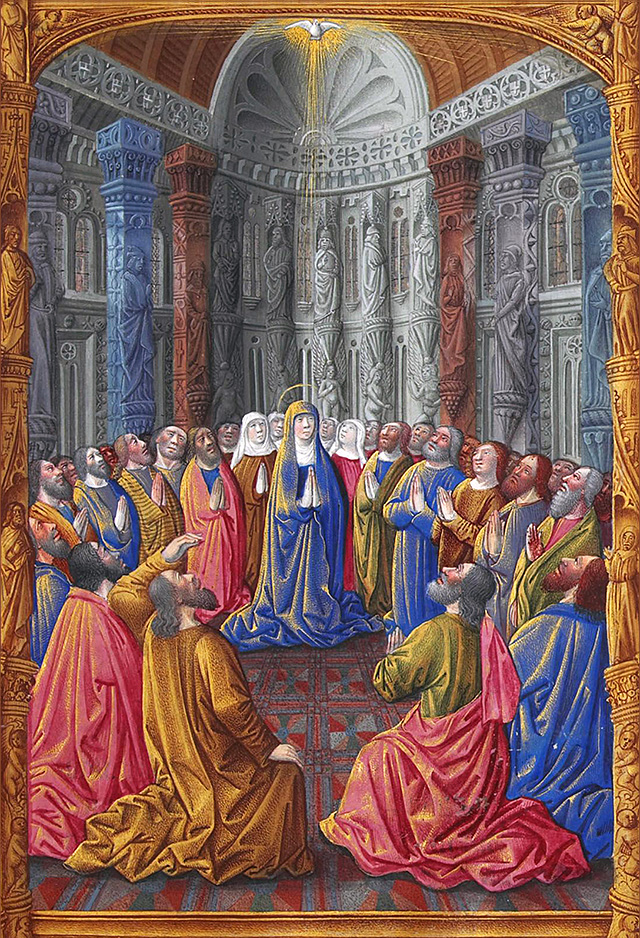
Pinksteren, Très Riches Heures du Duc de Berry.

Het Officie van de Heilige Geest  (ook de Grote getijden van de Heilige Geest) was tot de helft van de veertiende eeuw een nagenoeg vast onderdeel in het getijdenboek. Daarna werd het meer en meer vervangen door de Kleine getijden van de Heilige Geest. Het officie ontstond evenwel veel vroeger, waarschijnlijk in dezelfde periode  als het Kleine Officie van Onze Lieve Vrouw. Er zijn getijdenboeken bewaard uit de 13e eeuw die een “Officie van de Heilige Geest” bevatten.

## Inhoud
Het Officie van de Heilige Geest  is op dezelfde manier opgebouwd als het Kleine Officie van Onze Lieve Vrouw met psalmen, hymnes, antifonen, lezingen en responsoria, maar de tekst is wel veel korter dan die van de Mariagetijden. De hymne “Veni Creator Spiritus” komt meestal voor in alle gebedsstonden behalve in de lauden.
Alle gebedsstonden worden ingeleid met: “Deus in adiutorium meum intende, domine adiuvandum me festina“ (God, kom mij te hulp; Heer haast U mij te helpen). Bij de metten wordt dit voorafgegaan door “Domine labia mea aperies et os meum annunciabit laudem tuam” (Heer open mijn lippen en ik zal Uw lof verkondigen) en bij de completen door “Converte nos deus salutaris noster; et averte iram tuam a nobis” (Bekeer ons God, onze verlosser en keer uw toorn van ons af). Dit openingsvers wordt dan afgesloten met het klassieke “Gloria patri et filio …”
Deze opening wordt in alle gebedsstonden behalve in de metten gevolgd door: 
- hymne: Veni Creator Spiritus (niet in de lauden)
- antifoon: Veni Sancte Spiritus
- psalm: diverse
- antifoon: Veni Sancte Spiritus
- capitulum (korte lezing): diverse
- responsorium
- vers
- afsluitend gebed

Bij de metten vinden we voor het Veni Creator nog een invitatorium en psalm 94 en na het Veni Creator een antifoon, psalm 1 nog een antifoon, een vers en een zegening. Daarna komen drie lezingen met responsaria, een vers, zegeningen en een canticum (bij lezing3) om te eindigen met een vers en respons.
Ook de vespers zijn enigszins verschillend. Daar volgt na de psalm en het antifoon, opnieuw de hyme “Veni Creator”. Die wordt gevolgd door een canticum, het “Magnificat anima mea”. Daarna volgt nog een afsluitend gebed.

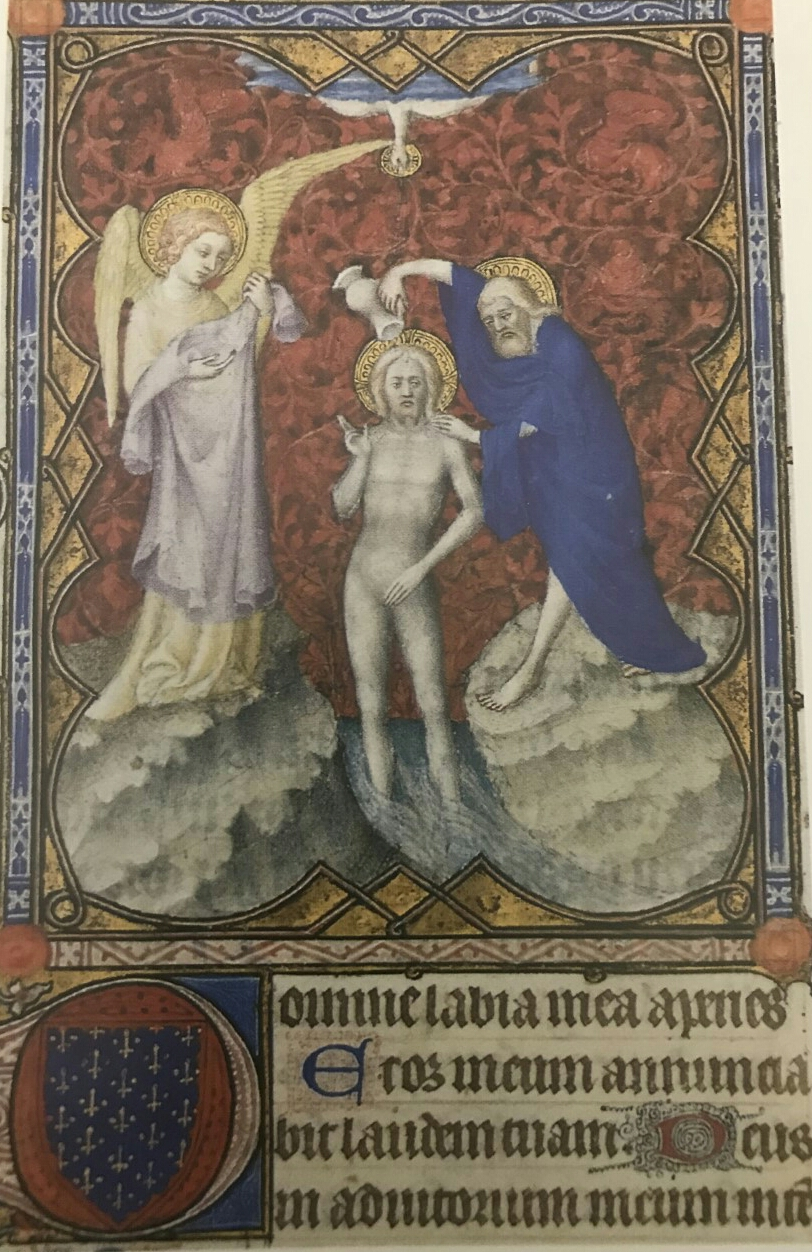
Doopsel van Christus in de Jordaan, Petites heures du duc de Berry

## Verluchting
In de meeste getijdenboeken wordt het “Officie van de Heilige Geest” ingeleid met een miniatuur van het pinkstergebeuren. In enkele wordt een volledige cyclus van miniaturen of gehistorieerde initialen gebruikt om deze gebedsstonde volledig te illustreren. Er bestond geen iconografische traditie voor dit getijde. Meestal gebruikte men Bijbelse verhalen of taferelen uit de handelingen van de apostelen om de werking van de Heilige Geest te illustreren zoals de doop van Christus in de Jordaan, de nederdaling van de Heilige Geest met Pinksteren, predikende apostelen en dergelijke.

## Getijdenboeken met het Officie van de Heilige Geest
Hierbij een lijst van getijdenboeken waarin het Officie van de Heilige Geest  voorkomt, gesorteerd op datum van creatie. De meeste van de opgegeven jaartallen zijn te beschouwen als “ongeveer”, bijvoorbeeld 'helft 15e eeuw werd vertaald' in 1450.
- 1246 Psalter-getijdenboek van Guiluys de Boisleux, Morgan Library, Ms M.730.[1]
- 1270 Getijdenboek van Marie, Île-de-France, Metropolitan Museum of Art, New York, the Cloisters, MS L. 1990.38, Île-de-France[2]
- 1280 Murthly getijden.[3]
- 1287 Getijdenboek, gebruik van York, British Library, Add MS 89379.[4]
- 1292 Getijdenboek, gebruik van Atrecht, Walters Ms.86.[5]
- 1324 Getijdenboek van Saint-Omer, Morgan Library, Ms M.754.[6]
- 1325 Getijdenboek uit Gent, Walters Ms.W95. Book of Hours.[7]
- 1335 The Taymouth Hours, Yates Thompson MS 13[8]
- 1338 Getijdenboek van Johanna van Navarra.
- 1381 Petites heures du duc de Berry.
- 1409  Grandes Heures du duc de Berry
- 1432 / 1460 Getijdenboek voor gebruik van Utrecht, Walters W.168.[9]
- 1475 De getijden van Jean Carpentin.[10]
- 1490 Getijdenboek gebruik van Rome, Bodleian Library, Ms. Buchanan g.1,[11]